# André Brun
André Francisco Brun (Lisboa, 9 de Maio de 1881 - 22 de Dezembro de 1926) foi um humorista e escritor português de ascendência francesa.

## Biografia
André Brun seguiu a carreira militar alcançando a patente de major por distinção após a Primeira Guerra Mundial. Foi ainda agraciado com a Medalha da Cruz de Guerra. Foi um dos sócios fundadores da Sociedade Portuguesa de Autores, em 22 de Maio de 1925.
A sua obra literária reparte-se entre o teatro e a crónica, centralizando-se nos aspectos comezinhos da pequena burguesia da vida lisboeta, demonstrando reconhecido sentido de humor. Foi autor de um grande número de peças teatrais, especialmente comédias e números de teatro de revista. Uma das suas obras mais conhecidas, A Vizinha do Lado, foi adaptada ao cinema por António Lopes Ribeiro que também realizou esta película de 1945. O mesmo aconteceu com a obra A Maluquinha de Arroios, adaptada ao cinema por Alice Ogando para o filme homónimo realizado por Henrique Campos em 1970. Outras adaptações desta obra para a televisão foram efectuadas em 1977 e 1997.
Tem colaboração em diversas publicações periódicas, nomeadamente  nas revistas O Palco  (1912), Atlântida (1915-1920), Contemporânea(1915-1920), O Domingo Ilustrado (1925-1927), Miau!, Portugal na guerra (1917-1918) e A Sátira(1911).

## Algumas Obras publicadas

### Contos e Crónicas
- Sem Pés nem Cabeça
- Os Meus Domingos
- 1913 - Sumário de Várias Crónicas
- 1918 - A Malta das Trincheiras - Migalhas da Grande Guerra
- 1927 - A Sogra do Barba Azul

### Livros

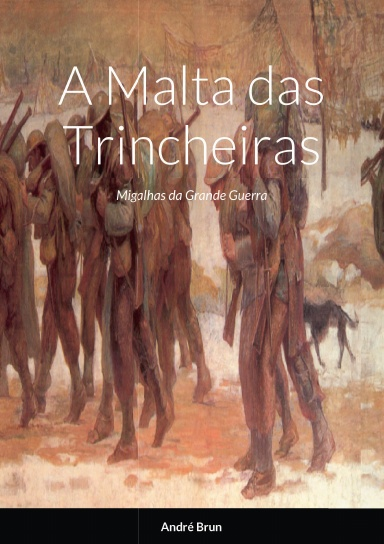
Capa do livro “A Malta das Trincheiras”, a obra mais importante de André Brun.

- Praxedes - Mulher e Filhos
- A Baixa às 4 da Tarde

### Teatro
- 1913 - A Vizinha do Lado
- 1916 - A Maluquinha de Arroios